# Sayokan
Sayokan es un arte marcial turco contemporáneo creado por Nihat Yiğit en 1999. Sayokan se ha alejado de la memorización y la rigidez de algunas artes marciales tradicionales en favor del aprendizaje por conceptos. Su idea es no contar con una serie de movimientos memorizados porque las probabilidades de que algo salga mal son altas.

## Descripción
Sayokan es un sistema de autodefensa desarrollado a partir de principios de lucha de Asia central, en combinación con ataques de estilo otomano y movimientos de agarre. En lugar de memorizar muchas técnicas específicas, el practicante de Sayokan aprende mediante la estrategia. Algunos de los conceptos centrales de Sayokan son conocer los ángulos de ataque, ser muy consciente de la distancia y saber cuándo el oponente se extiende demasiado. Muchos artistas marciales comienzan su entrenamiento en un estilo tradicional y luego pasan al Sayokan para mejorar su entrenamiento. Cualquiera que sea el arte marcial que la persona entrene, Sayokan puede mejorar su entrenamiento. La palabra Sayokan significa "Savaşçının Yolu ve Kanı" (inglés: el camino y la sangre del guerrero).  Sayokan se centra más en la estrategia que en una técnica de lucha estricta y singular. Detrás de esta ideología, un practicante debe tener una técnica adaptativa que permita la flexibilidad, mientras se enfrentra a los oponentes, en lugar de una técnica restringida al ámbito de un solo estilo o una única regla en particular.